# Немачка идеологија
Немачка идеологија је скуп рукописа написаних од стране Карла Маркса и Фридриха Енгелса у априлу или почетком маја 1846. године. Маркс и Енгелс нису пронашли издавача, али је дело касније преузео и објавио по први пут 1932. године Давид Риазанов кроз Институт Маркс-Енгелс у Москви.
Маркс и Енгелс у рукописима тврде да се људи разликују од животиња чим почну да производе своје средство за издржавање; шта су појединци поклапа се са њиховом производњом, са тим како и шта производе. Природа особа зависи од материјалних услова који одређују њихову производњу.